# Peter Tabaček
Peter Tabaček (ur. 20 stycznia 1985 w Martinie) – słowacki hokeista. 
Jego bracia Pavol i Jan (ur. 1980) także są hokeistami.

## Kariera
- MHC Martin U18 (2002-2003)
- MHC Martin U20 (2003-2005)
- MHC Martin (2004-2007)
  -  HK Dubnica (2004)
  -  MŠHK Prievidza (2006)
- MHK Dolny Kubin (2007-2008)
- Naprzód Janów (2008-2009)
- Unia Oświęcim (2009-2019)

Wychowanek MHC Martin. Występował w słowackiej ekstralidze i 1 lidze. Od 2008 rozpoczął grę w polskiej lidze, wpierw w drużynie z Janowa. Od września 2009 zawodnik Unii Oświęcim. W 2010 rozpoczął starania o uzyskanie polskiego obywatelstwa, otrzymał je w połowie 2010 i został uznany zawodnikiem krajowym w lidze. W kwietniu 2011, maju 2012. Od października 2012 w sezonie 2012/2013, zgodnie ze zmianą w regulaminie PZHL, nie był wliczany do limitu obcokrajowców (z racji występów
w Polskiej Lidze Hokejowej (PLH) nieprzerwanie od co najmniej 48 miesięcy) i z tego względu był traktowany jako gracz krajowy. W 2013 otrzymał polskie obywatelstwo. Po sezonie PHL 2013/2014 pierwotnie opuścił klub, po czym poinformowano, że pozostanie w zespole. Po sezonie 2018/2019 zakończył karierę zawodniczą i ogłosił, że podejmie pracę na nauczyciela wychowania fizycznego na Słowacji.
W trakcie kariery określany pseudonimem Tabo.

## Sukcesy
Reprezentacyjne
- Brązowy medal mistrzostw świata juniorów do lat 18: 2003

Klubowe
- Brązowy medal mistrzostw Polski: 2011, 2012 z Unią Oświęcim
- Finał Pucharu Polski: 2011, 2012 z Unią Oświęcim